# Calamoncosis similis
Calamoncosis similis är en tvåvingeart som först beskrevs av Ignaz Rudolph Schiner 1854.  Calamoncosis similis ingår i släktet Calamoncosis och familjen fritflugor. Inga underarter finns listade i Catalogue of Life.